# ثانك يو، نيكست
ثانك يو، نيكست (بالإنجليزية: Thank U, Next)‏ هو خامس ألبوم استوديو للفنانة الأمريكية أريانا غراندي، صدر في 8 فبراير 2019 وأنتجته تسجيلات ريبيبليك، هذا الألبوم يتبع ألبومها السابق Sweetener الذي صدر في 2018، وقد بدأت العمل على هذا الألبوم في نفس السنة، وقد كتبه وأنتجه العديد من الأشخاص من بينهم ماكس مارتن.
وقد أنشيء هذا الألبوم كجانب شخصي للفنانة أريانا غراندي، حيث تظهر عليه الجوانب النفسية للفنانة بعدما توفي حبيبها السابق ماك ميلر وانفصالها عن بيت ديفيدسون.
الأغنية الرسمية للألبوم سبقته في الصدور في 3 من نوفمبر 2018، وقد حصلت على المراتب العليا في عدة دول، بالإضافة لاحتلالها المركز الأول في بيلبورد هوت 100، وبذلك أصبحت متوفرة في كافة المتاجر الإلكترونية ك تطبيق الموسيقى سبوتيفاي.
الأغنية الثانية من الألبوم هي 7 حلقات، صدرت في 18 يناير 2019، وبدورها حصلت على المركز الأول في 15 دولة من العالم في تريندينغ أو المحتويات الرائجة، وبعدها بفترة قصيرة أصدرت أغنيتها (Break Up with Your Girlfriend, I'm Bored).

## خلفية
في أيلول / سبتمبر 2018، توفي مغني الراب ماك ميلر صديق غراندي السابق بسبب جرعات زائدة من المخدرات. في الشهر التالي، أعلنت المغنية أنها ستأخذ استراحة من الموسيقى، لكن في نفس الشهر، تم اكتشاف أنها كانت في الاستوديو تعمل على الأغاني الجديدة، وأعلنت عن الجولة التي ستقوم بها حول العالم في (2019). وذكرت أن الجولة ستدعم كل من ألبومها الرابع سويتنر وألبومها الجديد. وأوقفت غراندي علاقتها مع الممثل الكوميدي بيت ديفيدسون بدون أي إشعار مسبقث، ثم أصدرت الأغنية الرئيسية للألبوم في 3 نوفمبر، 2018.

## أغاني منفردة
تم إصدار «ثانك يو، نيكست» كأغنية رئيسية من الألبوم في 3 نوفمبر 2018. وقامت بأداءه في برنامج اعلى ألين دي جينيريس شو في 7 نوفمبر.
وأيضا تم إصدار الأغنية الثانية «7 حلقات» في 18 يناير، 2019.
وبعدها أغنية «انفصل عن صديقتك، أنا مملة» كأغنية ثالثة في 8 فبراير 2019.

### الأغنية الترويجية
تم إصدار أغنية ترويجية واحدة بعنوان «تخيل» في 14 ديسمبر، 2018. وقام بأداءها في برنامج برنامج الليلة بطولة جيمي فالون في 18 ديسمبر 2018.

## روابط خارجية
- ثانك يو، نيكست على موقع ميتاكريتيك (الإنجليزية)
- ثانك يو، نيكست على موقع أول موفي (الإنجليزية)